# 甘马育县
甘马育县，缅甸仰光省下辖的一个县，同时该县全境是仰光市的一部分。

## 历史沿革
2022年4月30日，缅甸政府以仰光西县甘马育镇区和巴汉镇区新设甘马育县。

## 行政区划
甘马育县下辖甘马育镇区和巴汉镇区2个镇区。